# Delphine Bachmann

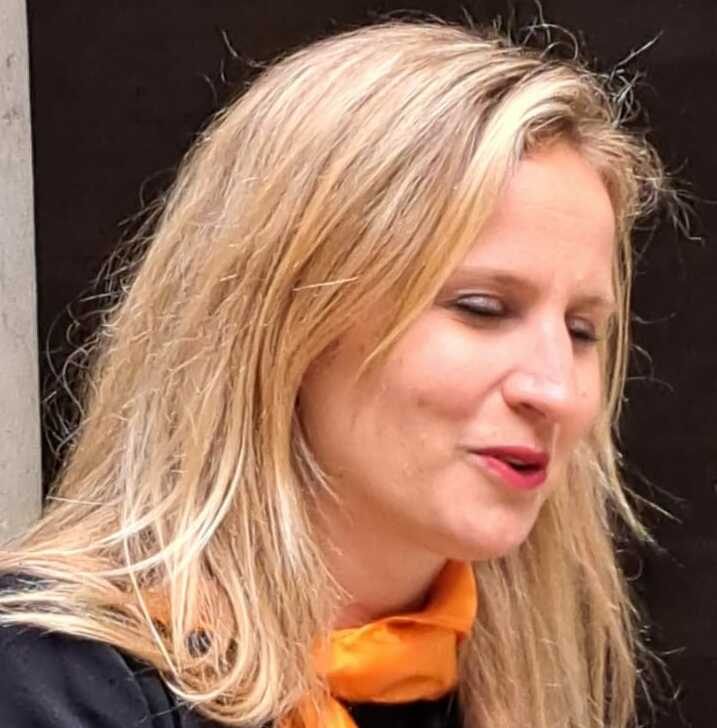
Delphine Bachmann (2023)

Delphine Bachmann (geboren 1988 in Genf) ist eine Schweizer Politikerin (Die Mitte). Sie ist Staatsrätin des Kantons Genf.

## Politik
Bachmann war bereits früh politisch aktiv. 2015 rückte sie zur stellvertretenden Abgeordneten nach und wurde zum ersten Mal im Grossen Rat des Kantons Genf vereidigt, 2017 rückte sie dann in den Rat nach. Bei den Erneuerungswahlen von 2018 und 2023 konnte sie ihren Sitz erfolgreich verteidigen. Von 2020 bis 2022 präsidierte sie die Genfer Sektion der Partei Die Mitte. Am 30. April 2023 wurde sie in den Staatsrat des Kantons Genf gewählt.

## Leben
Bachmann in Genf aufgewachsen, als Erstgeborene zusammen mit sechs jüngeren Brüdern. 2011 schloss sie die Ausbildung zur Pflegefachfrau (Bachelor FH in Pflege) und 2016 einen Executive Master in Business Administration ab. Heute ist sie in leitender Funktion in einer Privatklinik tätig.
Die Mutter von zwei Kindern ist die Enkelin des früheren Genfer Regierungsrates Guy Fontanet.